# Меланеј
Меланеј је у грчкој митологији било име више личности.

## Етимологија
Име Меланеј има значење „црни“.

## Митологија
1. У Овидијевим „Метаморфозама“, био је један од кентаура који је присуствовао Пиритојевој свадби. Ту се борио против Лапита и погинуо.[2]
2. У Хомеровој „Одисеји“ и према Аполодору, Меланеј је био Амфимедонтов отац, једног од Пенелопиних просилаца.[3]
3. У Овидијевим „Метаморфозама“ и према Хигину, Меланеј је име једног од Актеонових паса.[4]
4. Овидије је у својим Метаморфозама помињао и главешину Етиопљана, који се налазио на Кефејевом двору у време борбе између Персеја и Финеја. У тој борби је изгубио живот.[5]
5. Према Антонину Либералу и Паусанији, био је син Аполона. Био је добар стрелац који је дошао Перијеру у Месенију.[5] Перијер му је поклонио град.[6] Владао је Дриопљанима. Са Ехалијом је имао децу Еурита и Амбракију.[5] Други извори указују да му се супруга звала Стратоника.[7]
6. Антонин Либерал је помињао још једног Меланеја који је био Аутонојев отац.[5]
7. Према Нону, индијски капетан чији је лик Хера узела како би упозорила Астреја.[5]
8. Нон је поменуо још једног Меланеја, сина Арета и Лаобије, који се, заједно са оцем и браћом, придружио Деријаду против Диониса у индијском рату.[5] Њега је напао Пан направивши му рану на стомаку својим копитом.[8]
9. Према Квинту Смирњанину, био је Тројанац, учесник тројанског рата, Алкидамантов брат кога је убио Неоптолем.[9]